# Kazumasa Akiyama
Kazumasa Akiyama (Japans: 秋山一将, Akiyama Kazumasa, Tokio, 1955) is een Japanse fusion- en jazzgitarist.

## Biografie
Kazumasa Akiyama speelde vanaf de jaren 70 in de jazzscene van Tokio, onder andere met het sextet van Isao Suzuki waarmee hij ook zijn eerste opnames maakte. Verder werkte hij mee aan opnames van Mikio Masuda, Noriko Miyamoto en Yasuaki Shimizu. In 1978 maakte hij met Yasuaki Shimizu, Mikio Masuda, Masanori Sasaji, Kazuya Sugimoto, Hideo Yamaki en Tatsuji Yokoyama zijn debuutalbum Dig My Style (Flying Dog). In 1979 volgde de fusion-plaat Beyond the Door, waaraan Masanori Sasaji, Motohiko Hamase, Akira Doi, Noriko Miyamoto en zanger Jimmy Satoshi Murakawa meewerkten.
In de jaren 80 en 90 werkte Akiyama o.a. met Yasuko Agawa, Tatsuya Nakamura, Tsuyoshi Yamamoto, Chin Suzuki, Mari Nakamoto, Chie Ayado en het kwintet van Kōsuke Mine. Volgens discograaf Tom Lord heeft de gitarist in de jazz en fusion tussen 1976 en 1998 meegewerkt aan 21 opnamesessies. Verder werkte hij als studiomuzikant mee aan opnames van bijvoorbeeld Noriko Miyamoto en Lisa Ono. Meer recent speelde hij in een kwartet met Hikari Ichihara, Koichi Inoue en Nori Shiota, alsook in een sextet van Hironori Suzuki (o.a. met Shōta Watanabe). Hij maakte ook de platen Quiet Storm (2005) en Dr. Rain (2008).